# Haitonia alba
Haitonia alba is een hooiwagen uit de familie Zalmoxioidae.